# Frank Hole Witts
Frank Hole Witts, britanski general, * 1887, † 1941.